# Басейн Піско
14°15′ пд. ш. 76°00′ зх. д. / 14.25° пд. ш. 76° зх. д.
Басейн Піско (ісп. Cuenca de Pisco) — осадовий басейн, що простягається понад 300 км на південному заході Перу. Товща осаду сягає 2 км.
Найдавнішими відомими відкладеннями є еоценові пісковики формації Кабальяс, тоді як наймолодші відкладення, відносяться до формації Піско, ранній плейстоцен. Топографічно охоплює верхню частину Прибережної Кордильєри півдня Перу, прибережні рівнини, Іка-Наскаську западину та Андське передгір'я.
Басейн відомий тим, що має багато стратиграфічних одиниць; формація Піско презентувала безліч морських ссавців (включаючи лінивців), птахів, риб. Варто також відзначити формації Чилькатай, Отума та Юмаке.

## Стратиграфія
| Вік                          | SALMA                    | Units     | Units     | Середовише                       | Літологія                                                                        |  |
| ---------------------------- | ------------------------ | --------- | --------- | -------------------------------- | -------------------------------------------------------------------------------- |  |
| Плейстоцен                   | Укіан                    | Піско     | Піско     | Прибережна лагуна                | Біокластичний конгломерат, пісковик                                              |  |
| Середній міоцен              | Кольонкуран              | Піско     | Піско     | Прибережна лагуна                | Біокластичний конгломерат, пісковик                                              |  |
| Ранній міоцен                | Колуеуапіан              | Чилькатай | Чилькатай | Море                             | алевроліт, пісковик                                                              |  |
| Пізній олігоцен              | Десеадан                 | Чилькатай | Чилькатай | Море                             | алевроліт, пісковик                                                              |  |
| Ранній олігоцен Пізній еоцен | Тінгірірікан Дівісадеран | Отума     | Отума     | Прибережний                      | Біокластичні пісковики, пісковики, алевролітові пісковики, мул, доломітовий осад |  |
| пізній еоцен                 | Дівісадеран              | Паракас   | Юмаке     |                                  | Глинисті породи, фосфатні сланці, діатоміти, порцеланіти, флінт                  |  |
| Пізній еоцен                 | Мустерсан                | Паракас   | Лос-Чорос | Континентальний шельф, узбережжя | Біокластичні конгломерати пісковики, алевролітові пісковики, глинисті породи     |  |
| Еоцен                        | Касамайоран              | Кабальяс  | Кабальяс  | Флювіал                          | Пісковики, туфи, вугілля                                                         |  |

## Тектонічна та осадова еволюція
Басейн розвивався в умовах розширення тектоніки від еоцену до пізнього міоцену з короткочасним епізодом інверсії басейну в середньому міоцені Пізній пліоценовий і плейстоценовий підйом басейну може бути наслідком субдукції хребта Наска.
Осадові шари басейну свідчать про ряд морських трансгресій протягом останніх 50 мільйонів років[9] Ці морські трансгресії відбувалися в послідовності 41-34 Ма, 31-28 Ма, 25-16 Ма, 15-11 Ма, 10-5 Ма та 4-2 Ма. Вважається, що кінець більшості морських трансгресій пов'язаний або з падінням рівня світового океану, або з Андським орогенезом.

### Олігоценово-міоценова трансгресія
Про морську олігоценово-міоценову трансгресію (25–16 Ма) свідчить серія осадових прошарків, що містить скам'янілі морські діатоми, молюски Peruchilus,Pitar та Cucullaea. Басейн Мокегва на південний схід від басейну Піско, не зазнав трансгресії.

## Палеонтологія

### Формація Чилькатай
| Група    | Скам'янілості | Примітки                    |
| -------- | --- | --------------------------- |
| Ссавці   | Chilcacetus cavirhinus, Huaridelphis raimondii, Incacetus broggii, Inticetus vertizi, Macrosqualodelphis ukupachai, Notocetus vanbenedeni, cf. Kentriodon sp., Cetotheriidae indet., Eurhinodelphinidae indet., Mysticeti indet., Odontoceti indet., Pinnipedia indet., Physeteroidea indet., Squalodelphinidae indet. | [ 11 ] [ 12 ] [ 13 ] [ 14 ] |
| Птахи    | Palaeospheniscus sp. | [ 14 ]                      |
| Рептилії | Testudines indet. | [ 11 ]                      |
| Риби     | Carcharhinus cf. brachurus, Carcharodon hastalis, Carcharodon subauriculatus, Hemipristis cf. serra, Isurus desori | [ 13 ] [ 15 ] [ 16 ]        |

### Формація Отума
| Група  | Скам'янілості                                                | Примітки             |
| ------ | ------------------------------------------------------------ | -------------------- |
| Ссавці | Cynthiacetus peruvianus, Basilosauridae indet.               | [ 17 ] [ 18 ]        |
| Птахи  | Icadyptes salasi, Inkayacu paracasensis, Spheniscidae indet. | [ 19 ] [ 20 ] [ 21 ] |
| Риби   | Engraulis sp., Sardinops sp.                                 | [ 21 ]               |

### Група Паракас
| Група  | Скам'янілості                                                  | Примітки             |
| ------ | -------------------------------------------------------------- | -------------------- |
| Ссавці | Ocucajea picklingi, Supayacetus muizoni, Basilosauridae indet. | [ 22 ] [ 23 ] [ 24 ] |
| Птахи  | Perudyptes devriesi                                            | [ 25 ]               |

### Формація Юмаке
| Група  | Скам'янілості         | Примітки |
| ------ | --------------------- | -------- |
| Ссавці | Mystacodon selenensis | [ 26 ]   |